# Pierre Garnier (poète)
Pour les articles homonymes, voir Pierre Garnier et Garnier.
Œuvres principales
- Spatialisme et poésie concrète (Gallimard, 1968)
- L'Immaculée conception (litanie) (En Forêt/Verlag Im Wald, 2001)
- Une Chronique de la nature civilisée (Éd. des Vanneaux, 2009)

Pierre Garnier, né le 9 janvier 1928 à Amiens et mort le 1er février 2014 à Saisseval, est un poète, écrivain, critique et traducteur français. Il a vécu à Saisseval, marié avec la poétesse Ilse Garnier.

## Biographie
Après des études en France et en Allemagne au détour de la guerre, il débute en poésie au sein de l’École de Rochefort sous l’œil de Jean Rousselot. Il entre ensuite aux éditions André Silvaire qui deviendront avec la revue Les Lettres le pivot de la poésie spatiale, mouvement qu’il fonde avec sa femme Ilse Garnier. Le spatialisme est devenu international avec des ramifications aux États-Unis, en Allemagne et au Japon. Il a publié de nombreux livres d’artistes et cultive une véritable passion pour les oiseaux.
Un colloque sur les œuvres de Pierre Garnier a eu lieu en mai 1997 à Angers et Rochefort-sur-Loire, un deuxième sur Pierre et Ilse Garnier en mars 2008 à l'université de Picardie Jules-Verne et un troisième après la mort du poète à l’université François-Rabelais de Tours en octobre 2016.
Pierre Garnier, poète universel, a toujours affiché une volonté très forte d'écrire et de créer en picard. Il a été l'un des fondateurs (avec René Debrie) de l'association Éklitra qui a marqué dans les années 1970 le début de la renaissance de la langue picarde encore d'actualité.

## Œuvres

### Première période (poésie, essais, roman, traductions)
- Vive-cœur (4 poèmes), la Tour de feu, 1949
- Souche d'aubes (12 poèmes), la Tour de feu, 1950
- Un arbre sort de l'aube, imprimerie du Courrier Picard, 1952
- Faire-part (14 poèmes), Escales / Pierre Jean Oswald, 1952
- Après nous le soleil (11 poèmes), Les Cahiers de Rochefort, 1952
- Quatre poèmes pour Ilse, Ressac, 1953
- Les Armes de la terre, Librairie Les Lettres, Paris, 1954
- Poésie allemande d'aujourd'hui, Librairie Les Lettres, 1955
- Les Veilleurs (4 poèmes), Les Cahiers de Rochefort, 1955
- Poèmes de Gottfried Benn (traduction), collection Parallèle, Librairie Les Lettres, 1956
- KuBa (de), Poèmes choisis (présentation, choix et traduction), collection Autour du monde, Seghers, 1956
- Roger Toulouse (dirigé par Pierre Garnier - texte et poèmes de Pierre Garnier, René-Guy Cadou, Jean Rousselot, Jean Bouhier et Paul Chaulot), Les Amis de Rochefort, 1956
- Nietzsche (présentation, choix et traduction), collection Poètes d'aujourd'hui, Seghers, 1957
- La Nuit est prisonnière des étoiles, Librairie Les Lettres, 1958
- Seuls quelques-uns le peuvent, nouvelle, Les Cahiers de Rochefort, 1958
- Trois poètes allemands de la nature (traduction d'E. Arendt (de), P. Huchel et G. Maurer ; notes, introduction et poèmes de J. R. Becher), bilingue, collection Grands poètes étrangers, André Silvaire, 1958
- Gottfried Benn, Un demi-siècle vécu par un poète allemand (présentation, choix et traduction), collection Critique et création, André Silvaire, 1959
- Henri Heine (présentation, choix et traduction), collection Poètes d'aujourd'hui, Seghers, 1959[4]
- Et par amour voulaient mourir, roman, traduit en grec par Agnès Sotiracopoulou, Difros, Athènes, 1959
- Seconde géographie, Gallimard, Paris, 1959 ; traduit en grec par Agnès Sotiracopoulou, Mavridis, Athènes, 1974
- Sept poèmes extraits d'Ithaque, Les Cahiers de Rochefort, Nantes, 1959
- Goethe (présentation, choix et traduction), collection Écrivains d'hier et d'aujourd'hui, Seghers, no 7, 1960
- Goethe, collection Maximes et pensées, André Silvaire, 1961
- Les Synthèses, André Silvaire, 1961
- Equatoriale, illustrations de Flora Klee-Palyi, Flora Klee-Palyi, 1961
- Positions actuelles (réflexions critiques sur l'histoire, la poésie et l'esprit), André Silvaire, 1961
- Novalis (présentation, choix et traduction), collection Écrivains d'hier et d'aujourd'hui, Seghers, no 9, 1962
- Óndra Łysohorsky (en), Poèmes choisis (présentation, choix et traduction), Seghers, 1962
- (de) Expansion-Theater-Interview, traduction de Fritz Werf (de), Atelier Verlag Andernach, 1968.
- Schopenhauer (présentation, choix et traduction), collection Maximes et pensées, André Silvaire, 1963, rééd. 1998
- Óndra Łysohorsky (en), Mais la vie est la plus forte, poème de Óndra Łysohorsky (en) (présentation, choix et traduction), collection Grands poètes étrangers, André Silvaire, 1963
- Óndra Łysohorsky (en), Poésie vivante, Genève, 1970
- Poèmes de Gottfried Benn (préface et traduction), collection Du monde entier, Gallimard, 1972
- Frédéric Nietzsche, collection Maximes et pensées, André Silvaire, 1998
- Lichtenberg (présentation, choix et traduction), collection Maximes et pensées, André Silvaire, 1998

### Deuxième période (spatialiste)

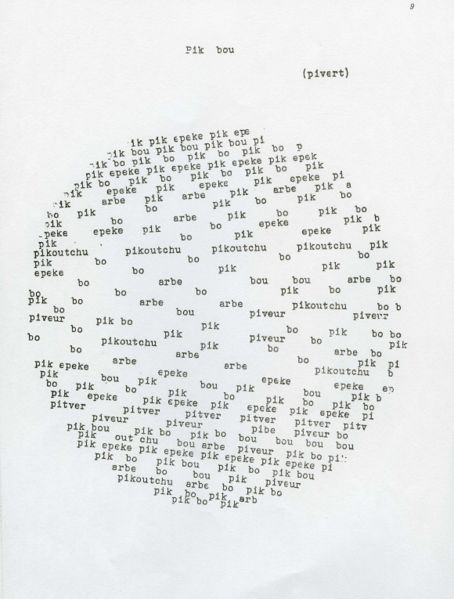
Pierre Garnier, poème Pik bou (« picvert » en picard), Ozieux 1, 1966

- « Poèmes à dire » et « Poèmes à voir » (avec le « Manifeste pour une poésie nouvelle, visuelle et phonique », 30 septembre 1962), revue Les Lettres, no 29, André Silvaire, 28 janvier 1963
- (pcd) Poèmes spatiaux picards, Éklitra, Amiens, 1966
- 7 Micropièces (dont Éléments d'un théâtre, voir Spatialisme), Serielle Manifeste 66, Galerie Press, Saint-Gall, Suisse, 1966
- (pcd) Ozieux, poèmes spatialistes en dialecte picard, Éklitra, Amiens, 1967
- Minipoèmes, textes concrets pour enfants, Situazione no 4, Milan, 1967
- (fr + de)Sekunden, bilingue français / allemand, traduit en allemand par Ilse Garnier, Bläschke Verlag, Darmstadt, 1967
- I microcosmique (7 poèmes concrets), Ganglia, Toronto, 1967
- Six odes concrètes à la Picardie, Mayer, Stuttgart, 1967
- Expansion (traduit du français par Fritz Werf (de)), Atelier Verlag Andernach, 1967
- Théorie du spatialisme, traduit en grec par Greca, Difros, Athènes, 1967
- Spatialisme et poésie concrète, essai sur la poésie visuelle et concrète, Gallimard, Paris, 1968
- (pcd) Ozieux 2, Nords - Textes, Ottignies, 1976
- Le Jardin japonais, tome I et tome II, André Silvaire, 1978 (repris dans le tome II : à Saisseval du coffret Japon de Pierre et Ilse Garnier)
- Jardin japonais, Theo Leuthold Presse, Zurich, 1978
- Jardin pour Friedericke Mayröcker, Neue texte 20/21, H. Bäcker, Linz, 1978
- Mer, monochromie pour Calais, Michel Sohier, Calais, 1979
- Congo, Poème pygmée - Poème spatial (leporello), André Silvaire, 1980
- Tristan et Iseult, poème spatial (préface d'Ilse Garnier, suivi du Journal de composition de Tristan et Iseult), André Silvaire, 1981
- Poèmes blancs (poèmes-espaces – espaces-poèmes, collection Zerosscopiz, revue Doc(k)s, 1981
- Livre de Danièle, poème d’amour spatial suivi d’une lettre, collection Spatialisme, André Silvaire, 1981 ; Livre de Danièle (poème d’amour spatial) (tome 2), 1983
- Livre d'Amour d'Ilse, André Silvaire, 1984
- Livre de Peggie, André Silvaire, 1985
- Poèmes géométriques, André Silvaire, 1986
- Poèmes en chiffres, Quaternaire, Liège, 1988
- Une nativité, Quaternaire, Liège, 1988
- Enfance, les Marées de la nuit, Morlanwelz, Belgique, 1989
- (de) Totentanz, Freibord, Vienne, 1990
- (de) 33 Signale für Carlfriedrich Claus, Gebrauchsgraphik, Cologne, 1990
- (de) Ein anderer Totentanz, livre d'artiste, Fundamental, Cologne, 1992
- Saint-Vaury-Creuse, Nous constructeurs de voile, La main courante, La Souterraine, 1992
- A world, a word, a poem, livre d'artiste, Fundamental, Cologne, 1992
- Vues de Marseille[5], poésies spatiales, cipM, Marseille, 1993
- (de) Die andere Zeit, Atelier Verlag Andernach, 1993
- (de) Konstruktivistische Landschaften, Ottenhausen Verlag, Piesport, 1994
- (de) Das Licht, livre d'artiste, Fundamental, Cologne, 1994
- (de) Der Puppenspieler, Freibord, Vienne, 1994
- (de) Persephone, die zierliche Todesgöttin, livre d'artiste, Fundamental, Cologne, 1995
- (de) Lyrisches Skizzenbuch, Freibord, Vienne, 1996
- Cartes postales-poèmes, Alain Buyse, Lille, 1996
- (de) Ein Requiem[6], livre d'artiste, Fundamental, Cologne, 1996
- (de) Treffen in Grignan, Rot, Stuttgart, 1997
- (de) Pikardie, livre d'artiste, Fundamental, Cologne, 1998
- (de) Ein Büchlein für Carlfriedrich, Kunst-Keller, Annaberg-Buchholz, 1998
- (de) Drucken ist dichten, Dichten ist drucken, livre d'artiste, Fundamental, Cologne, 1999
- Ilse plage, Clapàs, collection L'Avant-langue, Aguessac, 1999
- Cahier de poésie / Poésie spatiale, Phi, Echternach, Luxembourg, 2000
- Carnet de poésie[7], livre d'artiste, Redfoxpress, Cashel, Foxford, Irlande, 2000
- (de) Die Fenster, livre d'artiste, Fundamental, Cologne, 2000
- (de) Das Dorf, livre d'artiste, Fundamental, Cologne, 2001
- Livre d'école, Ediciones del Hebreo Errante, Madrid, 2002
- Le K[8], livre d'artiste, Redfoxpress, Cashel, Foxford, Irelande, 2003
- Le jardin japonais du poète Yu, la Main courante, La Souterraine, 2003 (repris dans Le poète Yu et dans le tome II : à Saisseval du coffret Japon de Pierre et Ilse Garnier)
- Les Constellations en 2002, Poésie spatiale (suivi de « Les Signes » et « La Jolie Bérézina (souvenir d'U.R.S.S.) »), le Corridor bleu, 2003
- (de) Gedichte aus der Ferne, Raumlyrik, livre d'artiste, Fundamental, Cologne, 2003
- (de + fr) Le poète Yu, tome I, Ediciones del Hebreo Errante, Madrid, 2003 ; tome II (poèmes-chiffres), 2004 ; tome III, 2005 ; réunion des 3 tomes[9], bilingue allemand / français, Aisthesis Verlag, Bielefeld, Allemagne, 2006
- Les Transparences du poète Yu, Ediciones del Hebreo Errante, Madrid, 2006
- Chrétiens[10], C'est mon dada, Île d'Achill, 2007
- Connaissez-vous la poésie ? (aux écolières et écoliers), Fidel Anthelme X, Marseille, 2008
- Comment se fait le poème ?, Corps puce, Amiens, 2008
- Les Devises, collection de l'Abreuvoir, Éd. des Vanneaux, Montreuil-sur-Brêche, Oise, 2008
- « Voyages extraordinaires, 126 poèmes spatiaux », Revue Jules Verne no 27, Jules Verne et la poésie, Centre international Jules-Verne, décembre 2008
- (de + fr) Le Poète Yu écrit son livre de chant (Le poète Yu - Tome IV)[11], bilingue allemand / français, postface de Martial Lengellé, Aisthesis Verlag, Bielefeld, Allemagne, 2009
- (es + en + it + ru + fr) Poèmes du clair de lune, espagnol / anglais / italien / russe et français, versions espagnole et anglaise par Milagrosa Romero Samper, versions russe et italienne par Mikhail Evzlin, Mythosemiotic Society / International Academy of Zaum, Hebreo errante, Madrid, 2010
- (de + fr) A Lieder[12], livre d'artiste bilingue allemand / français, Fundamental, Cologne, 2010
- (de + fr) Il était une fois la forêt (Le poète Yu - Tome V)[13], bilingue allemand / français, Aisthesis Verlag, Bielefeld, Allemagne, 2010
- La Beauté, la bonté du monde, Un livre d'images, traduction anglaise de la préface de Pierre Garnier par Milagrosa Romero Samper, Asociación Mitosemiótica, Hebreo errante, Madrid, 2011
- Poèmes spatiaux 2010 (extraits), 2 feuilles recto-verso 800x400 pliées en 3, coll. « La Motesta », Fidel Anthelme X, Marseille, 2011
- (de + fr) Les Chants du cercle, Une épopée (Le poète Yu - Tome VI)[14], bilingue allemand / français, Aisthesis Verlag, Bielefeld, Allemagne, 2011
- Nano poèmes, C'est mon dada, Île d'Achill, 2011
- Christianisme, Ediciones del Hebreo Errante, Madrid, 2012
- Merveilles, L’herbe qui tremble, 2012
- Le Sable doux, Ediciones del Hebreo Errante, Madrid, 2013 (repris dans le volume Le Sable doux (un cahier d'écolier), Poèmes visuels aux longs prolongements)
- La Cène, Variations poétiques sur la Cène de Léonard de Vinci, 1998, 13 planches augmentées de 2 pages de titre et faux-titre réalisées posthumes en 2015 par Alain Buyse, Lille[15]
- Points, lignes, soleil, Anthologie 1984-2013, anthologie de poésies spatialistes multilingue français/allemand/picard/italien/anglais/espagnol/portugais/arabe/russe/finnois/hébreu/hindi/chinois/japonais, trad. Vincent Barras, Barbara Fedier, Ivar Ch'Vavar, Gaia Biaggi, Peter McCarey, Rodrigo Diaz, Samuel Almeida, Boutheyna Bouslama, Marfa Indoukaeva, Cia Rinne, Yariv Friedman, Chandra Pitchal, Galaxia Wang, Marianne Simon-Oikawa, Héros-Limite, Genève, Suisse, 2017

### Troisième période
- Picardie, Coupes poétiques (83 poèmes), Éklitra, Amiens, 1967
- Perpetuum mobile, Gallimard, 1968 ; rééd. L’herbe qui tremble, oct. 2020
- Lettre à Dominique, éditions des Voix de Garage, Amiens, édition posthume, 2015
- (pcd) Chés Cabotans (avec une traduction en picard de Tournai de Marcel Hanart), Nords / Belgique, Ottignies, 1978
- Le Soleil est un regard : poèmes, Éd. des Prouvaires, Paris, 1979
- Ornithopoésie, André Silvaire, 1986 ; réédition suivie de « Poésie spatiale - 2006 », collection « Nature », Éd. des Vanneaux, Montreuil-sur-Brêche, Oise, 2007
- (fr + de) Picardie, Une chronique (avant-propos de Martial Lengellé, préface de François Huglo, poème-hommage d'Ivar Ch'Vavar), l'Invention de la Picardie, 1989 ; Picardie-eine Chronik, bilingue français / allemand (sans les poésies spatialistes - préface de Fritz Werf (de)), Langpoem, Bamberger Editionen, 1. Aufl, 1992, 2. Aufl. 1993
- Les Oiseaux chantent l'éternité, L'Arbre, La Ferté-Milon, 1989 (voir plus bas la réédition en russe)
- (en + fr) Poèmes de Saisseval, Studio Veracx, Berck-sur-Mer, 1992 ; Atelier Verlag Andernach, 1993 ; Poems of Saisseval, bilingue anglais / français, trad. anglais Alex Fischler, Black Hat Press, Goodhue, Minnesota, 1995 ; Hebreo errante, Madrid, 2003 ; La Vague verte[16], Inval-Boiron, 2005 (repris dans le volume Le Sable doux (un cahier d'écolier), Poèmes visuels aux longs prolongements)
- Marseille, Un reportage[17], cipM, Marseille, 1993
- (de + fr) Die andere Zeit - L'autre temps, Langpoem, éd. originale, trad. de Fritz Werf (de), Atelier Verlag, Andernach, 1993
- (de) Marseille - Die unbefleckte Empängnis der Welt, Langpoem, trad. de Fritz Werf (de), Verlag Landpresse, Weilerswist, 1994
- Une mort toujours enceinte (une chronique) - composé de « Une enfance », « Une adolescence » (poème érotique - rééd. du poème sous le titre Adolescence, collection « Amorosa », Éd. des Vanneaux, 2008) et « Un souvenir », Corps Puce, Amiens, 1994 ; 2 tomes suivants : 1995 et 1996 ;
- El Tére a bètes, poèmes en picard, supplément de la revue le Jardin ouvrier, Amiens, 1996
- (de) Die Erde ist ein denkender Kopf, Eine lyrische Trilogie[18], traduction de Fritz Werf (de), Verlag Landpresse, Weilerswist, 1997
- L'Imprimerie de Rochefort-sur-Loire, Les Cahiers de Garlaban, Hyères, 1997
- El Tére el tète, poèmes en picard, supplément de la revue le Jardin ouvrier, Amiens, 1998
- Depuis qu'il n'y a plus d'abeilles, la poésie a quitté le village, le Corridor bleu, 1999 (repris dans l’Immaculée conception)
- Une plage au bord de l'océan, Clapàs, Aguessac, 2000
- A vécu la disparition des bouvreuils (repris dans l'Immaculée conception), Fidel Anthelme X, 2000
- Une enfance - c'était encore au temps de la cueillette, G & g, Berthecourt, Oise, 2000
- les Oiseaux, 2 volumes, collection Week-end, l'Attente, Bordeaux, 2000
- Depuis qu'il n'y a plus de papillons, Alain Lucien Benoît, Rochefort, 2001 ; rééd. sous le titre Papillons, encres de Claire Alary, TraumFabriK éditions, Angers, 2008
- L'Alouette, une litanie picarde, Éditions Dumerchez, Verderonne / Reims, 2002
- (pcd) Ech Catieu d’Pinkigni précédé des versions d’Olivier Engelaere et d’Ivar Ch'Vavar[19], poèmes en picard, Secondes Éditions du K. (reprises par Engelaere éditions), Arras, 2003  (ISBN 2-913934-05-6)
- Heureux les oiseaux ils vont vers la lumière[20], Éd. des Vanneaux, Montreuil-sur-Brêche, Oise, 2005
- Le Testament de Saisseval, G & g, Berthecourt, 2005 (repris dans depuis qu'il n'y a plus de papillons sur terre il n'y a plus d'anges musiciens dans le ciel)
- 1916, La Bataille de la Somme, La Vague verte[16], Inval-Boiron, 2006 ; reproduction du livre d'artiste de Sausen Mustafova (poème manuscrit et peintures de l'artiste - dont 50 ex. de tête avec une œuvre originale "Tête" de l'artiste)[21], La Vague verte, Inval-Boiron, 2008
- La Vie est un songe (comprenant la rééd. de Les Jardins de l'enfance d'Ilse Garnier), collection de l'Abreuvoir, Éd. des Vanneaux, Montreuil-sur-Brêche, 2008 ; trad. en allemand de Fritz Werf (de) sous le titre Ertraümtes Leben, Ein Lyrik-Zyklus suivi de Garten der Kindheit, Spatiale Poesie d'Ilse Garnier, Atelier Verlag Andernach, 2009
- (de + fr) Botschaften der Sonne / Messages du Soleil (« Ce pays de petites collines », « Messages du Soleil » et « le Ruisseau »)[22], bilingue allemand / français, trad. en allemand par Fritz Werf (de), Verlag Ralf Liebe, Weilerswist, 2008 (poèmes repris dans depuis qu'il n'y a plus de papillons sur terre il n'y a plus d'anges musiciens dans le ciel)
- depuis qu'il n'y a plus de papillons sur terre il n'y a plus d'anges musiciens dans le ciel (reprend des poèmes de Botschaften der Sonne / Messages du Soleil et Testament de Saisseval), avec des peintures d'Alain Dulac, L’herbe qui tremble, 2012

### Quatrième période (deuxième période spatialiste et troisième réunies)
- Loire vivant poème, Une chronique illustrée (poèmes, poésies spatiales, notes de résidence), Centre poétique de Rochefort-sur-Loire / Le Dé bleu, Chaillé-sous-les-Ormeaux, 1998
- (de + fr) Car nous vivons et mourons si peu (une chronique)[23], bilingue allemand / français, trad. en allemand par Rüdiger Fischer, collection Sources, En Forêt / Verlag Im Wald, Rimbach, 1999
- (de + fr) L'Immaculée conception (litanie)[23], bilingue allemand / français, trad. en allemand par Rüdiger Fischer, collection Sources, En Forêt / Verlag Im Wald, Rimbach, 2001
- (de + fr) Viola Tricolor[23], poèmes, bilingue allemand / français, trad. en allemand par Rüdiger Fischer, collection Sources, En Forêt / Verlag Im Wald, Rimbach, 2004
- (pcd + fr) Ech Biœ tenp, poème en picard, bilingue picard / français, supplément de la revue L’enfance no 1, Amiens, 2005
- (ru + fr) Les Oiseaux chantent l'éternité, rééd. bilingue russe / français augmentée de poésies spatialistes, version russe par Sergey Biryukov & Mikhail Evzlin, Mythosemiotic Society / International Academy of Zaum, Hebreo errante, Madrid, 2009
- Une Chronique de la nature civilisée, livre grand format (deuxième partie : poésie spatiale hiver 2008-2009), maquette et mise en page Frédéric Loeb, Éd. des Vanneaux, Montreuil-sur-Brêche, Oise, 2009
- La Forêt, Éd. des Vanneaux, Montreuil-sur-Brêche, Oise, 2012 (repris dans (Louanges))
- (Louanges) (La Forêt, La Terre (louanges), La Somme et Mon "Pays des mines"), postface de Lucien Wasselin, L’herbe qui tremble, 2013
- Le Sable doux (un cahier d'écolier), Poèmes visuels aux longs prolongements (Le Merveilleux début, Notes sur la mer, Le Sable doux, Une œuvre sur la mer et Poèmes de Saisseval avec un texte postface de Pierre Garnier), préface de Jean Miniac, L’herbe qui tremble, édition posthume, 2015

### Œuvres de Pierre etIlse Garnier

#### Essai
- (fr + de) L'Expressionnisme allemand (essai suivi d'un choix de textes, bilingue allemand/français pour les poèmes), collection Connaissez-vous ?, André Silvaire, 1962 ; rééd., 1979

#### Deuxième période (spatialiste)
- Poèmes mécaniques, André Silvaire, 1965
- Prototypes, Textes pour une architecture (poèmes sous pochette), collection Spatialisme, André Silvaire, 1965
- Othon III, Jeanne d'Arc, Structures historiques (poèmes sous pochette), collection Spatialisme, André Silvaire, 1967
- Esquisses palatines (poèmes sous pochette), André Silvaire, 1971
- (de) Kunstmappe, Verlag der Kunst, Dresde, 1984
- (de) Fibel, eine Elegie, Hybriden Verlag, Berlin, 1996

#### Correspondance
- Une amitié de lettres (correspondance entre Pierre Garnier, Ilse Garnier et Carlfriedrich Claus (de)), dir. Violette Garnier, L’herbe qui tremble, 2019

### Œuvres en collaboration

#### Deuxième période (spatialiste)
- Poèmes franco-japonais (avec Seiichi Niikuni (en) - poèmes sous pochette), collection Spatialisme, André Silvaire, 1966 (repris dans le tome I : les échanges du coffret Japon de Pierre et Ilse Garnier)
- Micropoèmes (avec Seiichi Niikuni (en)), revue ASA, no 4, Tokyo, 1970 (repris dans le tome I : les échanges du coffret Japon de Pierre et Ilse Garnier)
- Petits poèmes mathématiques simplistes (avec Seiichi Niikuni (en)), revue ASA, no 5, Tokyo, 1971 (repris dans le tome I : les échanges du coffret Japon de Pierre et Ilse Garnier)
- Terrail, Écrire le château, Poèmes d'architecture, Séries linéaires (avec Claude Peynaud et Pierre Courteaud), La Main courante, La Souterraine, 1992
- Viva Africa (avec Bill Keith), Writers Forum, Londres, 1994
- Petits livres faits à la main (avec Ilse Garnier, Serge Segay et Rea Nikonova), Zaumail Art, Eysk, 1994
- Le Paysage creusois, Textes naturels pour un paysage légendé, Invention d'une Creuse pour y mourir, Typographie dans la topographie, La Creuse est partout autour de nous (avec Claude Peynaud, Rémy Pénard et Pierre Courteaud), La main courante, La Souterraine, 1995
- Haïku, Un Cahier d'écolier (avec Keiichi Nakamura), K1 Press c/o Keiichi Nakamura, Tokyo, 2000 (repris dans le tome I : les échanges du coffret Japon de Pierre et Ilse Garnier)
- (en) Hybrids (avec Keiichi Nakamura), English Japanese Poetry, K1 Press c/o Keiichi Nakamura, Tokyo, 2001 (repris dans le tome I : les échanges du coffret Japon de Pierre et Ilse Garnier)
- Poèmes du Mont Fuji (avec Keiichi Nakamura), the New French-Japanese Poetry, K1 Press c/o Keiichi Nakamura, Tokyo, 2001 (repris dans le tome I : les échanges du coffret Japon de Pierre et Ilse Garnier)

#### Troisième période
- Ce Monde qui était deux (avec Jean-Louis Rambour), Éd. des Vanneaux, Montreuil-sur-Brêche, Oise, 2006

### Essai en collaboration
- Alain Mongrenier (avec Christine Debrie, Jean Paris et Alice Petit), Éditions Airaines Cercle d'art et de culture, 1988
- Bertrand Créac'h, Poésie en relief, textes sur les sculptures de Bertrand Créac'h avec des extraits de poèmes, Librairie du Labyrinthe, Amiens, 2011  (ISBN 9782918397052)

### Rééditions en volume
- Choix de poèmes, traduit en grec par Melissanthie, Difros, Athènes, 1965
- Poèmes, traduit en grec par Agnès Sotiracopoulou, Maurides, Athènes, 1974
- (de + fr) Poèmes (anthologie 1948-1988)[24], bilingue allemand / français, trad. en allemand par Rüdiger Fischer, collection Voies, En Forêt / Verlag Im Wald, Rimbach, 2006
- Picardie (fascicule réunissant des chroniques sur la langue picarde, des poèmes de Picardie, coupes poétiques, Chés Cabotans, des poèmes spatiaux de Ozieux et Ozieux 2, El Tére a bètes, El Tére el tète, Ech Catieu d’Pinkigni et Ech Biœ tenp avec des introductions de Jean-Louis Rambour)[16], collection Voyelles, La Vague verte, Inval-Boiron, 2007
- Chronique des paysages picards (reprend Picardie, Une chronique et deux autres poèmes - comprend plusieurs inédits)[25], poèmes sur la Picardie et en picard, préface de Vincent Guillier et étude de Françoise Racine, Éd. Librairie du Labyrinthe, Amiens, 2008
- Pourquoi l'oiseau (choix de ses articles et de ses poèmes sur les oiseaux, frontispice de Bertrand Créac'h, préface de Pierre Dhainaut et postface de Myriam Sunnen), l'Herbe qui tremble, 2022

#### Œuvres
- Œuvres poétiques 1, 1950-1968, Poèmes choisis, proses, autres poèmes, préface de Lucien Wasselin, Éd. des Vanneaux, Montreuil-sur-Brêche, Oise, 2008
- Œuvres poétiques 2, 1968-1988, poèmes et poésies spatialistes, préface de Martial Lengellé, Éd. des Vanneaux, Montreuil-sur-Brêche, Oise, 2009
- Œuvres poétiques 3, 1979-2002, préface de Claude Debon, Éd. des Vanneaux, Montreuil-sur-Brêche, Oise, 2012

### Réédition œuvres de Pierre etIlse Garnier
- Anthologie de Poésie spatiale de 1962 à nos jours, Maison pour tous, Calais, 1979
- Le spatialisme en chemins (anthologie commentée de la poésie spatiale depuis 1960 suivi de Propositions pour des essais d'écriture spatialiste, à destination de l'enseignement), ouvrage coordonné par Jean-Paul Levasseur, Corps Puce, Amiens, 1990
- (de + fr) Poésie spatiale / Raumpoesie (reprise de poésies spatialistes de 1963-1967 : Poèmes mécaniques ; Prototypes, Textes pour une architecture ; Poèmes franco-japonais ; Othon III, Jeanne d'Arc, Structures historiques ; Soleil ; Jardin japonais ; Blason du corps féminin ; Rythmes et silence ; Congo, Poème pygmée ; Poème du i, Les îles ou le voyage de St Brendan ; Tristan et Iseult ; Ermenonville, Partition pour un promeneur solitaire ; Poèmes géométriques ; Album à colorier ; Totentaz ; Konstruktivistische Landschaften ; Les Jardins de l'enfance ; Lyrisches Skizzenbuch ; etc.), Universitäts-Verlag Bamberg, Bamberg, 2001
- Poésie spatiale (Une anthologie) (« Manifestes & autres textes théoriques » suivi de « Poèmes 1962 / 2012 »), préface d'Isabelle Maunet-Salliet, Éditions Al Dante, 2012
- Coffret Japon, de Pierre et Ilse Garnier, Tome 1 : les échanges (préface de Giovanni Fontana (it)) et Tome 2 : à Saisseval (préface de Francis Édeline), textes choisis, établis et présentés par Marianne Simon-Oikawa, L’herbe qui tremble, 2016

### Publications dans des anthologies et autres
- « Soleil », Konkrete Poesie International, Hansjörg Mayer Verlag, Stuttgart, 1965
- À Chacun sa place (avec Lucien Suel, Ian Monk, Eugène Durif, etc.), Éd La Contre Allée, Lille, 2008

### Disques de poésie sonore
- Poèmes phonétiques franco-japonais (avec Seiichi Niikuni (en)), Columbia, Japon, 1971
- Disque/3 Vi/tre, Edizioni di polipoesia dirette da Enzo Minarelli, Alatri, Italie, 1984 - écouter sur UbuWeb (ou sur modisti)
- Phonetic Poetry on spatialisme/Poésie phonétique sur Spatialisme (avec Ilse Garnier et Seiichi Niikuni (en)), mastering/design/concept Pol Mahlow, Cha-Bashira, 1999 - écouter sur UbuWeb (ou sur modisti)

### Livres sur la Picardie
- Philéas Lebesgue : poète de Picardie, Éklitra, Amiens, 1967
- Le Centenaire de Philéas Lebesgue (avec André Camus et Jean Dubillet), Éklitra, Amiens, 1969
- Édouard David : poète picard, Le Courrier picard, Amiens, 1970 ; La Vague verte[26], Inval-Boiron, 2007
- Hector Crinon : étude littéraire et lexique de sa langue (avec René Debrie), Éklitra, Amiens, 1970
- Un poème gothique : la Romance du sire de Créqui, une énigme littéraire picarde (avec René Debrie), CRDP d'Amiens, 1976
- Le Sol et le ciel, chroniques sur la langue picarde 1968-1979, Éklitra, Amiens, 1995

### Articles
Pierre Garnier a écrit de nombreux articles dans la presse locale, dans des revues ou magazines. Notamment dans Le Courrier picard, Picardie laïque, Le Travailleur, le Journal des oiseaux, etc. etc.

### Articles en ligne
- Henri-Floris Jespers, « Pierre Garnier, le poète Yu », Fondation de l'ancienne revue d'avant-garde belge 'Ça ira !', 7 avril 2008
- Alain Marc, notes , , , , , , , , , ,,  et  sur Pierre Garnier, Poezibao, 2005-2006, republiées dans l'essai De la profondeur, Antonin Artaud, Georges Bataille, Samuel Beckett, Tahar Ben Jelloun..., Douro, 2021
- Jean-Luc Pouliquen, « l'Anniversaire de Pierre Garnier » (avec un extrait de L'Imprimerie de Rochefort-sur-Loire, l'Oiseau de feu du Garlaban, 9 janvier 2010
- Véronique Perriol, « La poésie spatiale de Pierre et Ilse Garnier », mai 2012
- Pierre Garnier sur Recours au poème (avec des liens vers des articles de Lucien Wasselin et Martial Lengellé)

## Livre audio, œuvres musicales et artistiques sur Pierre Garnier

### Livre audio
- Alain Marc - Laurent Maza, Lecture de Pierre Garnier, bande son de Laurent Maza, enregistrement public au festival de poésie « Des mots, des rimes et des lyres » de Gif-sur-Yvette en 2017, production Première impression, diffusion Book d'oreille, 2018  (EAN 9782353680115)

### Reportage
- Pierre Garnier, Poète spatialiste avec les oiseaux dans le cadre de la Journée de la poésie et de la série Vous êtes en Picardie produite par Jacques Darras et Philippe Dessaint, réalisation Bernard Claeys, FR3 Nord-Picardie, 23 avril 1983[27]

### Œuvre musicale
- Ornithopoésie (pour 12 chanteurs solistes), mis en musique par Annette Schlünz, Paul-Heinz Dittrich (de), Wolfgang Panwitz, livrets avec Isabelle Aboulker, 1989.

### Composition sonore
- Laurent Maza, « Ode à "Mer" de Pierre Garnier », composition sonore à partir de la lecture d'une poésie spatialiste par Alain Marc, 2008[28].

### Sculpture
- Bertrand Créac'h, sculpture en pierre « l'Arbre-oiseau » en hommage à Pierre Garnier, conseil régional de Picardie, 2008